# Браун, Стивен (гребец)
Стивен Джеймс Браун (англ. Stephen James Brown; 9 мая 1956) — британский гребец-байдарочник, выступал за сборную Великобритании в середине 1970-х — начале 1980-х годов. Бронзовый призёр чемпионата мира, участник двух летних Олимпийских игр, победитель многих регат национального и международного значения. 

## Биография
Стивен Браун родился 9 мая 1956 года.
Первого серьёзного успеха на взрослом международном уровне добился в 1976 году, когда попал в основной состав британской национальной сборной и благодаря череде удачных выступлений удостоился права защищать честь страны на летних Олимпийских играх в Монреале — в двойках с напарником Норманом Мейсоном стартовал на дистанции 1000 метров, но не дошёл даже до стадии полуфиналов. Четыре года спустя прошёл квалификацию на Олимпийские игры в Москве, на сей раз выступал в четвёрках на тысяче метрах, при этом вновь до полуфинальной стадии не добрался.
После московской Олимпиады Браун остался в основном составе гребной команды Великобритании и продолжил принимать участие в крупнейших международных регатах. Так, в 1981 году он побывал на домашнем чемпионате мира в Ноттингеме, откуда привёз награду бронзового достоинства, выигранную в четвёрках на десяти километрах совместно с напарниками Кристофером Кэнэмом, Стивеном Джексоном и Аленом Уильямсом. Вскоре по окончании этих соревнований принял решение завершить карьеру профессионального спортсмена, уступив место в сборной молодым британским гребцам.